# Buflingsried
Buflingsried (westallgäuerisch: Buflingsriəd) ist ein Gemeindeteil des Markts Scheidegg im bayerisch-schwäbischen Landkreis Lindau (Bodensee).

## Geographie
Der Weiler liegt circa 0,5 Kilometer östlich des Hauptorts Scheidegg. Im Ort befindet sich die Wallmoräne bei Buflingsried. Nordöstlich des Orts verläuft die Queralpenstraße B 308.

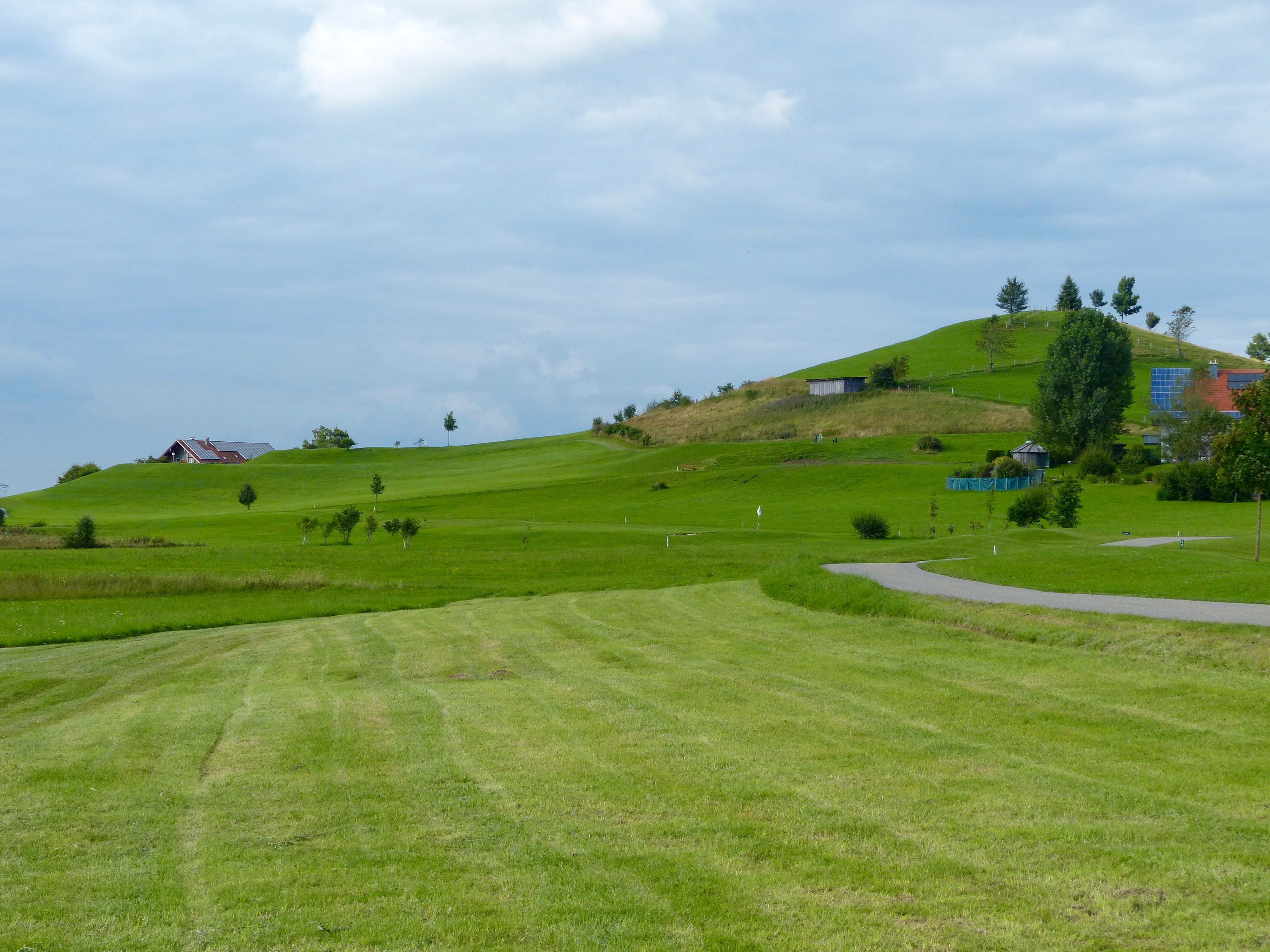
Wallmoräne bei Buflingsried
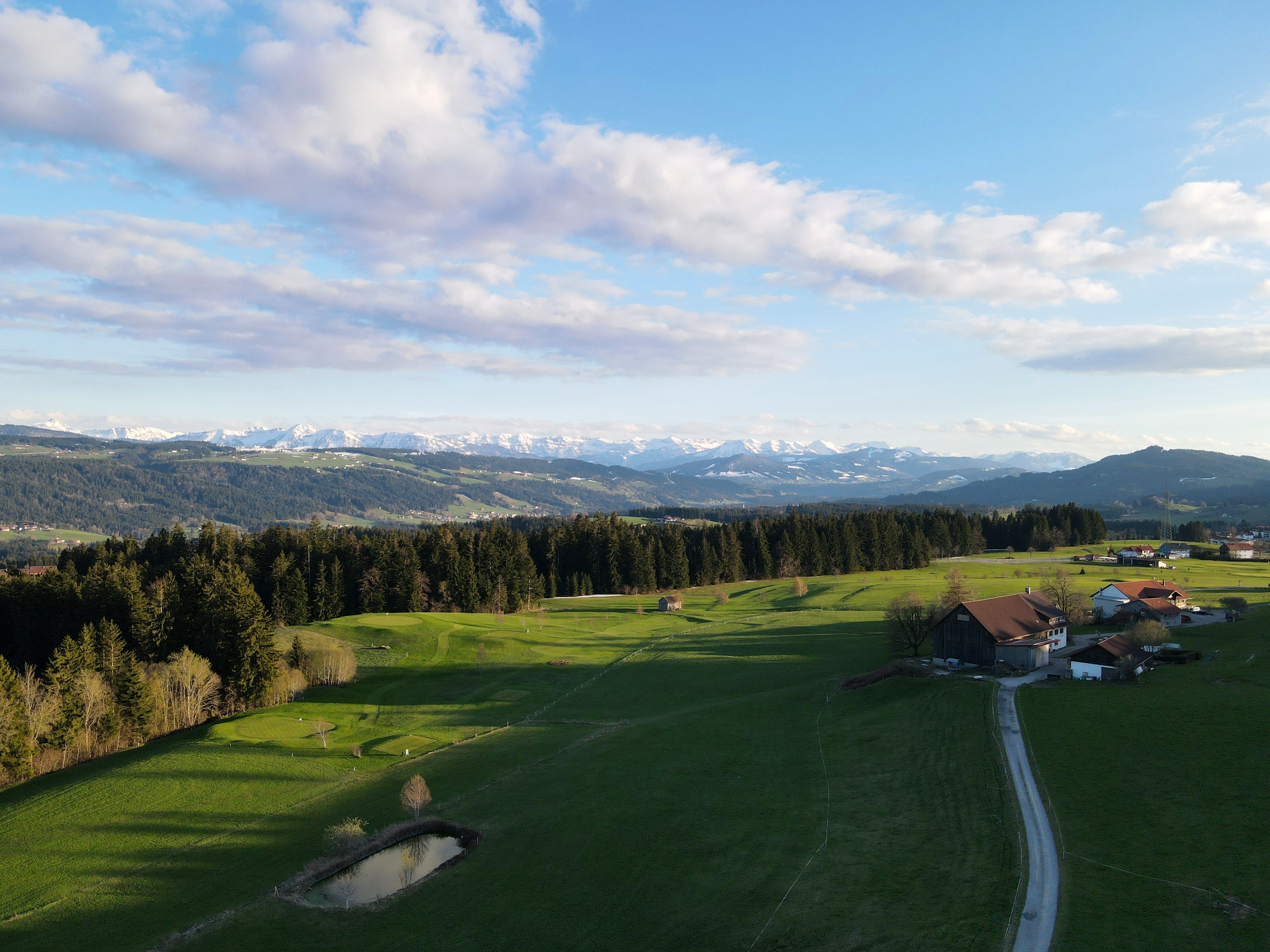
Buflingsried mit Blick nach Süden

## Ortsname
Der Ortsname setzt sich aus dem Personennamen Buffeling sowie dem Grundwort -ried zusammen und bedeutet Rodesiedlung des Buffeling oder (Siedlung am/beim) Ried/Sumpfgebiet des Buffeling.

## Geschichte
Buflingsried wurde erstmals im Jahr 1569 urkundlich erwähnt. 1771 fand hier die Vereinödung mit sieben Teilnehmern statt. Der Ort gehörte einst dem Gericht Kellhöfe an. Im Jahr 2011 wurde der Golfplatz im Ort eröffnet.